# Ctenus taeniatus
Ctenus taeniatus är en spindelart som beskrevs av Eugen von Keyserling 1891. Ctenus taeniatus ingår i släktet Ctenus och familjen Ctenidae. Inga underarter finns listade i Catalogue of Life.